# Beryl Swain
Beryl Swain (Walthamstow, 22 gennaio 1936 – Epping, 15 maggio 2007) è stata una motociclista britannica.
È nota per essere la prima donna ad aver partecipato a una gara del Motomondiale. Sposò nel 1958 Edwin Swain, proprietario di un negozio di motociclette.

## Biografia
Divenne nota per essere stata la prima donna, da pilota, a competere in una gara del Tourist Trophy sul pericoloso circuito dell’Isola di Man, un evento raro fino ad oggi in una delle più famose gare al mondo disputata su strade pubbliche chiuse al traffico. Inoltre, essendo a quei tempi il TT una tappa del Motomondiale, la giovane britannica divenne anche la prima donna esordiente nella storia della competizione. Questo evento portò il mondo delle corse motociclistiche, dominato dagli uomini, a revocare la sua licenza internazionale attraverso l'introduzione di un limite di peso minimo, che non poteva essere da lei rispettato, dettato dalla percezione che lo sport del motociclismo fosse troppo pericoloso per le donne. Il divieto alle concorrenti donne persistette fino a quando Hilary Musson gareggiò nel 1978.
Terminò al 22º posto, su una Itom con motore da 50 cc., dopo due giri del circuito di Mountain nella gara del 1962. La sua velocità media fu di 77,73 chilometri all'ora dopo che la sua moto perse la marcia più alta al secondo giro. Questa fu la prima volta che la classe 50 cc. fu inclusa nel programma dell'isola, dal 1962, in quanto aveva ottenuto punti nel campionato mondiale.
Dopo che la sua carriera agonistica fu interrotta, Swain, che in precedenza era una impiegata, iniziò una carriera al dettaglio nei supermercati di alimentari Sainsbury's nella zona di Londra.
Morì il 15 maggio 2007.

## Risultati nel motomondiale
| 1962 | Classe | Moto |  |  |    |  |  |  |    |  |  |  |  | Punti | Pos. |
| ---- | ------ | ---- |  |  | -- |  |  |  | -- |  |  |  |  | ----- | ---- |
| 1962 | 50     | Itom |  |  | 22 |  |  |  | NE |  |  |  |  | 0     |      |

| Legenda | 1º posto        | 2º posto            | 3º posto            | A punti      | Senza punti        | Grassetto – Pole position Corsivo – Giro più veloce |
| Legenda | Gara non valida | Non qual./Non part. | Ritirato/Non class. | Squalificato | '-' Dato non disp. | Grassetto – Pole position Corsivo – Giro più veloce |